# Regiomontano
Regiomontano, pseudonimo di Johannes Müller da Königsberg in Bayern (Unfinden, 6 giugno 1436 – Roma, 6 luglio 1476), è stato un matematico, astronomo e astrologo tedesco.

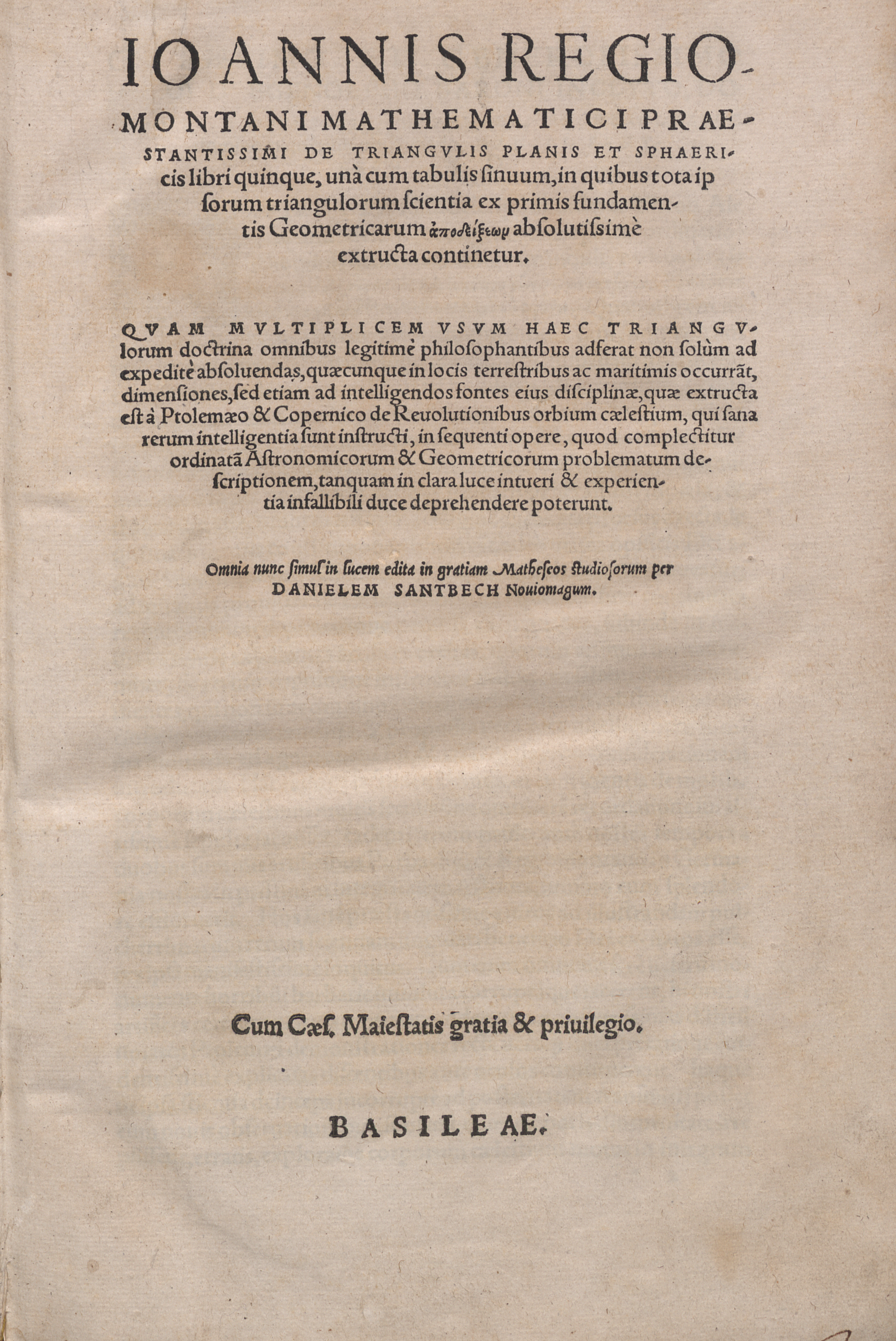
De triangulis planis et sphaericis libri

Il cognome Müller gli derivò dall'esser figlio di un mugnaio, mentre Königsberg in Bayern è il nome della cittadina vicino al piccolo villaggio di Unfinden, nella Bassa Franconia, dove nacque. All'epoca era in uso latinizzare i nomi, pertanto fu tradotto letteralmente dal tedesco in Regio Montanus, in italiano Regiomontano.

## Biografia
Ebbe fama di matematico e astronomo prodigio fin dalla prima giovinezza; a soli undici anni divenne uno studente all'Università a Lipsia, in Sassonia. Tre anni dopo continuò gli studi in Austria, all'Alma Mater Rudolfina, l'Università di Vienna. Là divenne pupillo ed amico di Georg von Peurbach. Nel 1457 ottenne il titolo di "Magister artium" e tenne lezioni di ottica e letteratura antica. Costruì astrolabi per Mattia Corvino, re di Ungheria e per il cardinale Giovanni Bessarione; nel 1465 costruì una meridiana portatile per Papa Paolo II.
La sua collaborazione con Peurbach lo portò agli scritti di Nicola Cusano, che sostenevano la visione eliocentrica dell'Universo. Regiomontano rimase tuttavia un geocentrico, un seguace di Tolomeo. Dopo la morte di Peurbach egli continuò la traduzione dell'Almagesto di Tolomeo, che Peurbach aveva iniziato dietro suggerimento di Giovanni Bessarione.
Dal 1461 al 1465 Regiomontano visse e lavorò nell'abitazione del cardinale Bessarione a Roma; qui scrisse il De Triangulis omnimodis (completato nel 1464 ma stampato nel 1533) e l'Epytoma in Almagesti Ptolemei (stampata nel 1496).
Il De Triangulis fu uno dei primi libri a presentare in Europa lo stato delle conoscenze del tempo sulla trigonometria, e ad includere liste di domande che richiamavano le nozioni presentate in ciascuno dei singoli capitoli. In esso egli scrisse:
"Coloro che intendono studiare queste magnifiche cose, e che si interrogano sul movimento delle stelle, devono leggere questi teoremi sui triangoli. La conoscenza di queste idee aprirà la porta ad alcuni problemi geometrici e a tutti quelli dell'astronomia."
Nella Epytoma criticò la traduzione dell'Almagesto, indicandone le inesattezze. Più tardi Niccolò Copernico ricorderà quanto questo libro abbia influenzato il suo lavoro.
Nel 1467 Regiomontano lasciò Roma per lavorare alla corte di Mattia Corvino di Ungheria. Là egli lavorò al calcolo di tavole astronomiche complete ed alla costruzione di strumenti astronomici.
Nel 1471 si recò nella città libera di Norimberga, in Franconia, una delle più importanti città del Sacro Romano Impero per gli studi, l'editoria, le arti ed il commercio. Qui Regiomontano fu in stretto contatto con il mercante ed umanista Bernard Walther, che sponsorizzò le sue osservazioni astronomiche e la sua attività di stampatore. Regiomontano divenne famoso per aver costruito a Norimberga il primo osservatorio astronomico disponibile in Germania.
Nel 1472 pubblicò il primo libro di testo stampato di astronomia, le Theoricae Novae Planetarum scritto dal suo maestro Georg Von Peurbach.
Peurbach lavorò all'osservatorio di Gran Varadino (oggi Oradea) in Transilvania, il primo in Europa, e nella sua "Tabula Varadiensis" assunse che l'osservatorio di questa cittadina si trovasse proprio sul meridiano di riferimento terrestre.
Nel 1475 andò a Roma chiamato da Papa Sisto IV per lavorare alla riforma del calendario. Lungo il tragitto ebbe modo di pubblicare le sue effemeridi a Venezia. Il 6 luglio 1476 a Roma Regiomontano morì misteriosamente un mese dopo il suo quarantesimo compleanno. Alcuni sostengono che ciò fosse dipeso dalla peste, altri probabilmente più nel giusto, propendono per un assassinio.
Autore prolifico, Regiomontano fu noto a livello internazionale già nel corso della sua vita. Nonostante abbia concluso solo un quarto di ciò che si era prefisso di scrivere, egli lasciò ai posteri una imponente mole di lavoro. Domenico Maria Novara da Ferrara, il maestro di Niccolò Copernico, affermò che Regiomontano fosse stato suo insegnante.
Regiomontano è anche conosciuto per aver costruito uno dei più celebri automi, l'«aquila di legno di Regiomontano», che volò dalla città di Königsberg per incontrare l'imperatore, salutarlo e tornare indietro.
Costruì inoltre una mosca di ferro della quale egli stesso ebbe a dire che ad una festa si fosse levata dalle sue mani, avesse volato in cerchio e fosse ritornata a lui.

## Regiomontano e l'astrologia
Un biografo sostiene di aver rilevato una progressiva diminuzione dell'interesse verso l'astrologia di Regiomontano nel corso della sua vita, arrivando quasi ad asserire che egli l'avesse totalmente disprezzata. Studiosi più recenti hanno invece suggerito che le occasionali espressioni di scetticismo riguardo ai pronostici astrologici riflettevano i dubbi che Regiomontano nutriva sul rigore procedurale di quell'arte piuttosto che sui principi su cui essa si basava. Sembra plausibile che, come molti altri astronomi del suo tempo, Regiomontano concentrasse i propri sforzi sull'astronomia matematica perché si rendeva conto che l'astrologia non potesse avere solide basi fino a quando i moti celesti non fossero stati accuratamente modellati.
In gioventù Regiomontano aveva redatto oroscopi (carte natali) per varie persone influenti. Il suo Tabulae Directionum, completato in Ungheria, venne progettato per un utilizzo astrologico, e comprendeva una discussione riguardante vari modi di determinare le carte astrologiche. I calendari per gli anni dal 1475 al 1531 che egli fece stampare a Norimberga contenevano limitate informazioni astrologiche; in particolare presentavano un metodo per trovare i momenti migliori per effettuare i salassi in base alla posizione della Luna; editori successivi aggiunsero altro materiale.
Forse i lavori più indicativi delle speranze di Regiomontano per rendere l'astrologia empiricamente più fondata, furono i suoi almanacchi e le sue effemeridi, prodotti dapprima a Vienna per il proprio uso personale, quindi dati alle stampe a Norimberga per gli anni dal 1475 al 1506. Osservazioni e previsioni meteorologiche furono alternate da Regiomontano nei suoi almanacchi manoscritti, e la forma del testo stampato permise agli studenti di aggiungere le proprie osservazioni meteorologiche al fine di verificare le previsioni astrologiche; le copie giunte fino a noi testimoniano che molti studenti lo fecero. Le Effemeridi di Regiomontano furono usate nel 1504 anche da Cristoforo Colombo, allora di stanza in Giamaica, per spaventare i nativi al fine di costringerli a rifornire di cibo fresco lui ed il suo equipaggio; in quella circostanza egli predisse con successo una eclisse lunare per il 29 febbraio del 1504.
Regiomontano non visse abbastanza per produrre gli speciali commenti alle effemeridi che egli stesso aveva promesso; questi sarebbero stati decisivi per dimostrare i vantaggi degli almanacchi in una moltitudine di attività dei fisici, per le nascite umane e per predire il futuro, per le previsioni del tempo meteorologico, per la stesura di contratti e per una varietà di altre attività umane. Questa mancanza fu ancora una volta colmata da editori successivi.
In ogni caso, la promessa di Regiomontano lascia supporre che egli fosse convinto della validità e della utilità dell'astrologia quanto i suoi contemporanei, oppure che egli fosse disposto a mettere da parte i suoi dubbi per ottenere successi commerciali.
Il Cratere di Regiomontanus sulla Luna, porta tale nome in suo onore.

## Opere
- (LA) Ephemerides, Venezia, Peter Liechtenstein, 1498.
- (LA) De triangulis omnimodis, Norimbergae (Norimbergae), Johann Petreius, 1533. URL consultato il 19 giugno 2015.
- (LA) De triangulis planis et sphaericis libri, Bern, Heinrich Petri & Peter Perna, 1561.